# Нуман, Ашраф
Ашраф Нуман Аль-Фавагхра (араб. أشرف نعمان الفواغرة‎; род. 29 июля 1986, Вифлеем) — палестинский футболист, нападающий.

## Карьера
Нуман начал свою профессиональную карьеру в составе футбольного клуба «Тараджи Вади Аль-Нес». В его составе играл на протяжении 8 лет.

В 2012 году перешел в состав иорданского ФК «Аль-Файсали», в его составе провел 13 матчей, в которых забил 9 мячей.

С 2009 по 2006 года выступал за национальную сборную. В ее составе провел 56 матчей, забил 16 мячей.